# RHIB

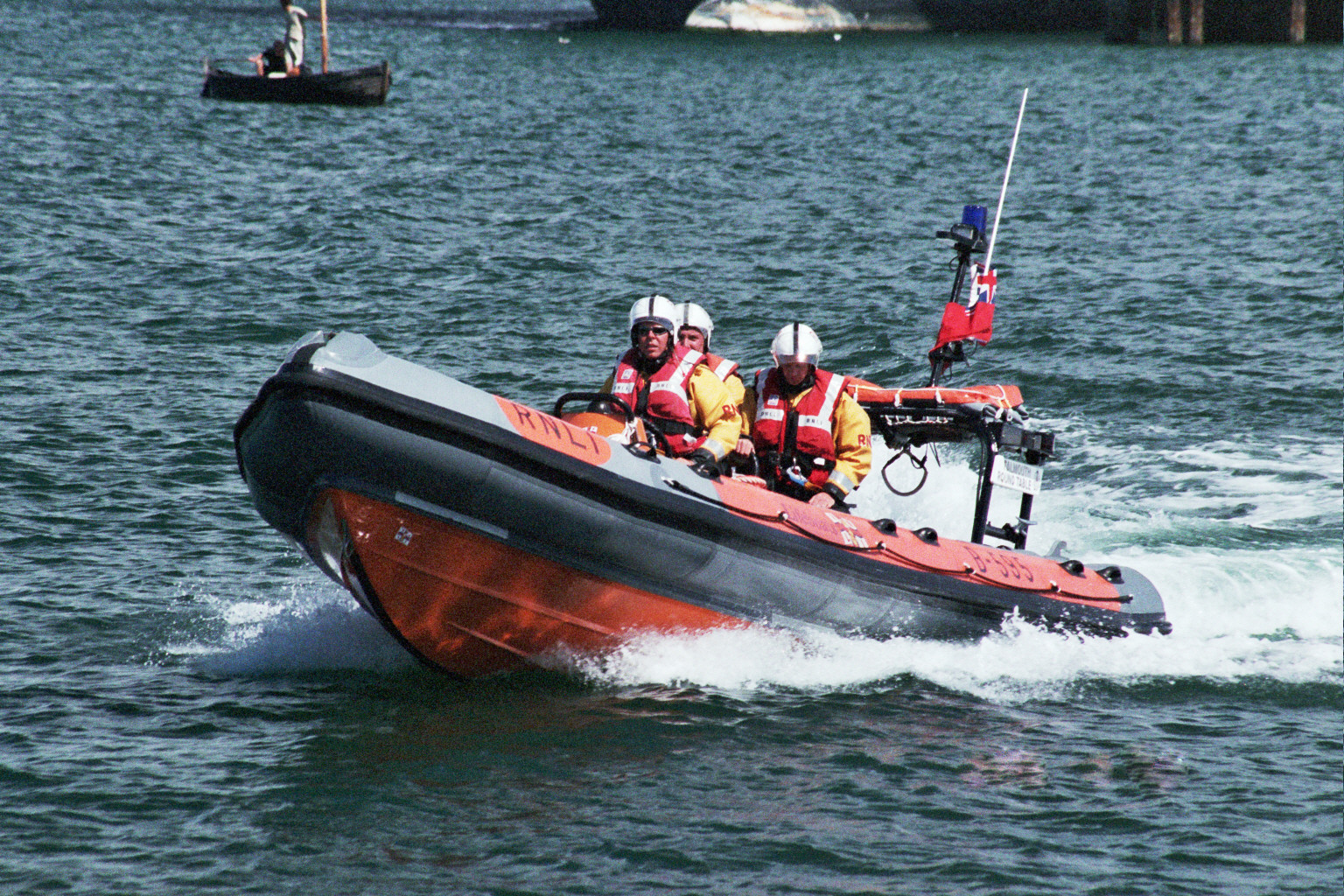
Un RHIB di salvataggio della Royal Navy Lifeboat Institution durante il Falmouth Lifeboat Day, agosto 2006

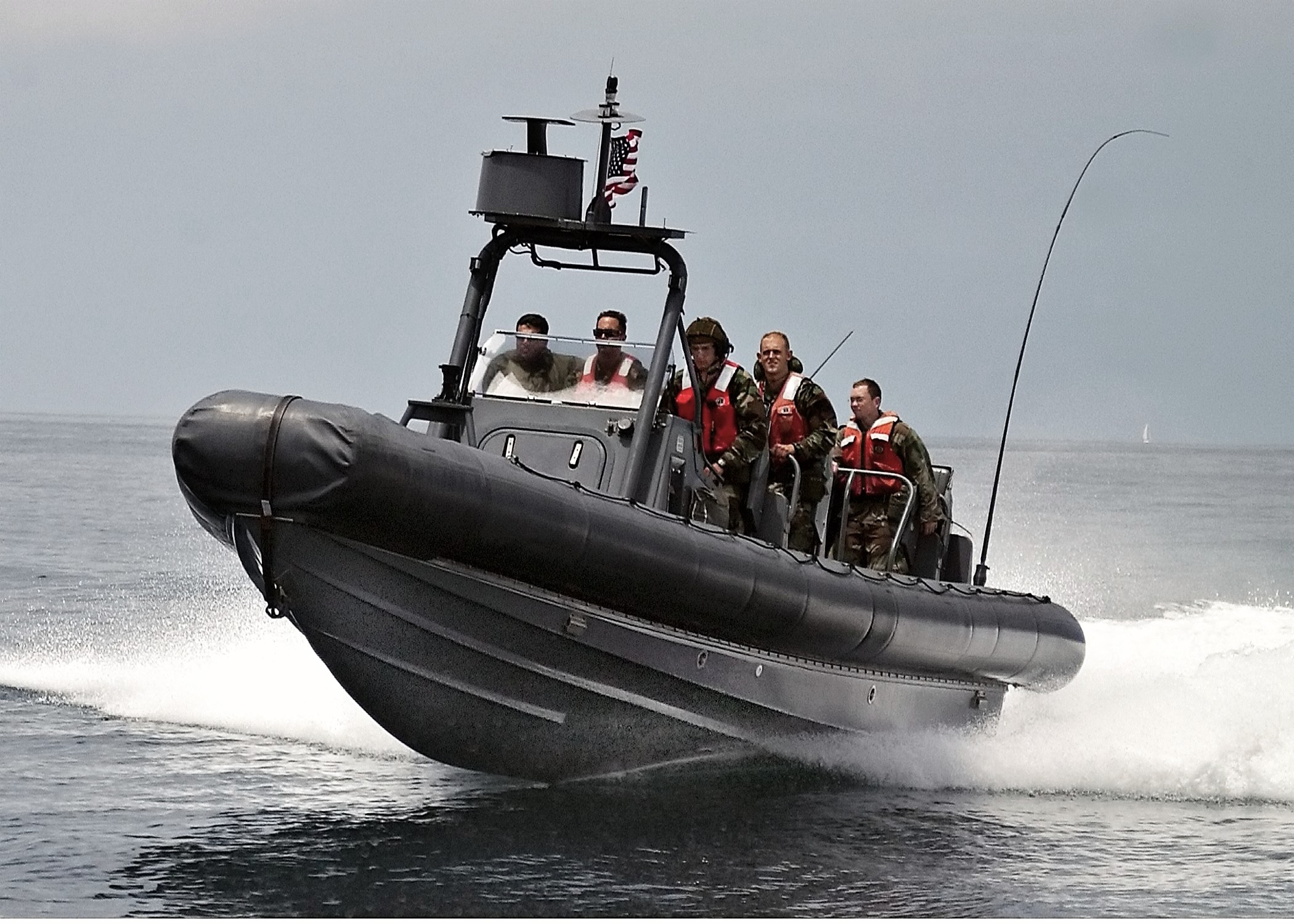
Un RHIB di assalto della US Navy, si nota la chiglia a V molto stretta, la postazione guida con sovrastrutture per gli strumenti radio e radar, i sedili per il trasporto truppe e uno dei due motori fuori bordo.

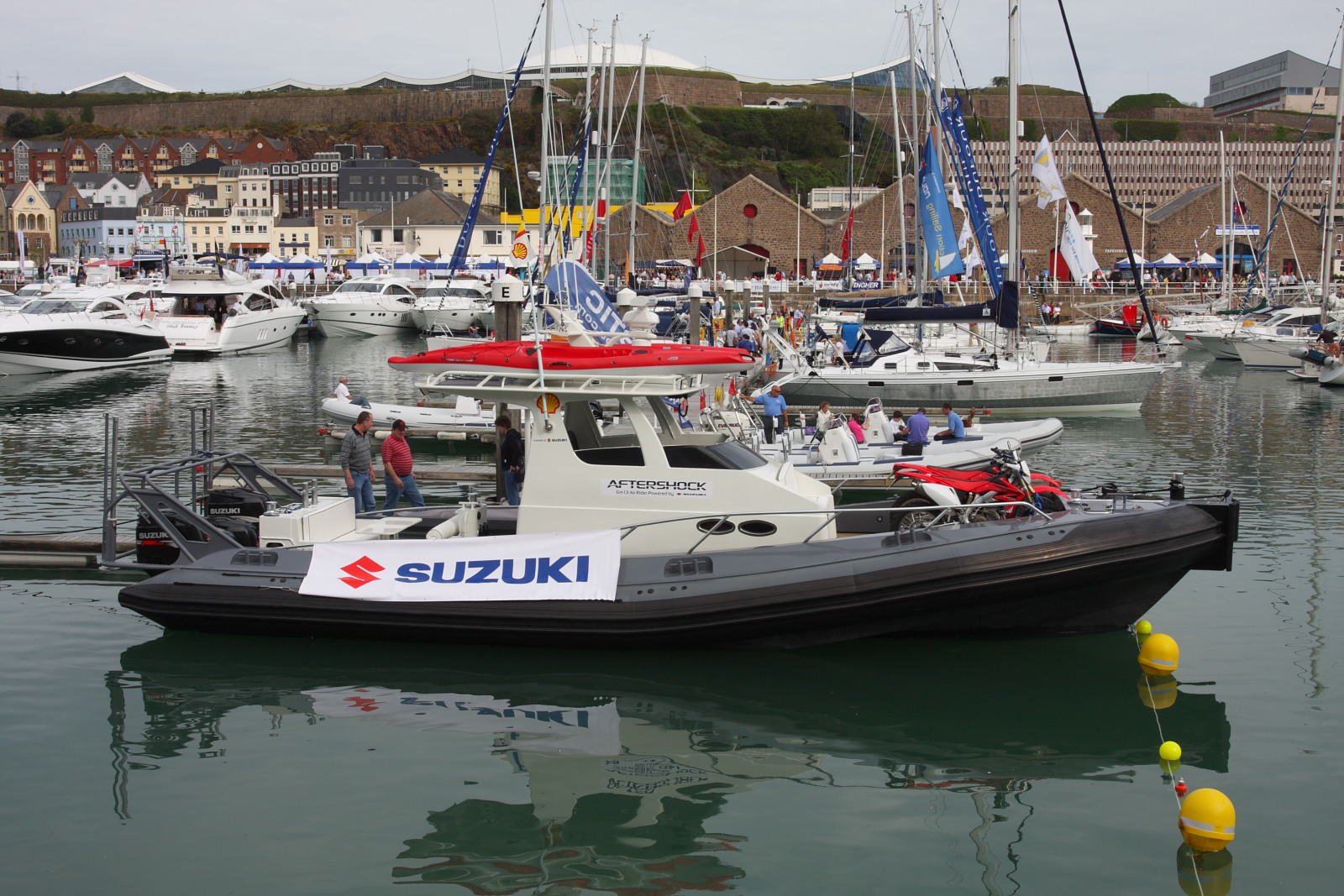
Un RHID usato come mezzo sponsorizzato dalla Suzuki nel Jersey Boat Show 2008, a Saint Helier nelle Isole del Canale; notare le due moto trasportate nella sezione di prua e le due canoe sul tettuccio della "cabina" guida.

Il RHIB, contrazione di Rigid Hull Inflatable Boat (battello gonfiabile a chiglia rigida), è una imbarcazione di dimensioni variabili da pochi metri fino a più di una decina di metri, con scafo semirigido composto dall'unione di una chiglia rigida in materiali sintetici ed una fiancata gonfiabile. La fiancata è generalmente divisa in più compartimenti per aumentarne la sicurezza. Nel RHIB infine, così come nei gommoni da cui deriva, la poppa rigida è verticale e su essa è fissato uno o più motori fuoribordo. 
Il primo e più noto esempio di questo tipo di battello è lo Zodiac, nato come imbarcazione veloce d'assalto e poi diventato popolare tra sportivi, mondo del turismo e in generale sulle navi d'altura.

## Struttura
Il battello è provvisto di fondo chigliato e profilato con una sezione a V di profilo variabile, in modo da essere idrodinamico ed effettuare anche un sostentamento similmente ad un aliscafo. Il contorno gonfiabile garantisce galleggiabilità anche se l'interno dello scafo è pieno d'acqua. I battelli con galleggianti di colore nero o scuro, a causa del possibile surriscaldamento interno, sono provvisti di valvole di sicurezza contro la sovrapressione, permettendo la fuoriuscita dell'aria evitando in questi casi di mettere a rischio l'integrità strutturale della singola sezione gonfiabile. I RHIB generalmente sono dotati di postazione guida fissa con timone a volante, leve di accelerazione e strumenti di controllo; ma nelle imbarcazioni più piccole permane lo schema del conduttore a poppa come nei gommoni, con barra del timone direttamente collegata al motore fuoribordo.

## Uso
Il RHIB, come il gommone è nato per usi militari, la sua versatilità però ne ha permesso un notevole impiego in ambiti civili per i compiti più svariati. Il battello si presta ad uso di pattugliamento costiero e in mare aperto, vista la elevata velocità che può raggiungere, o come mezzo di trasporto da una nave a riva, sia per uso civile che militare, o ancora come motolancia di salvataggio o mezzo di incursione sia a difesa di battelli maggiori che di attacco. In ambito civile viene usato anche per la pesca di autoconsumo, supporto ai sub, controllo e sicurezza di aree portuali, pilotina e tutti gli usi permessi a una piccola imbarcazione.
Molte marine militari hanno approntato RHIB sulle loro unità di altura o di assalto anfibio acquisendo capacità di supporto alle operazioni speciali.